# ハーレム・グローブトロッターズ
ハーレム・グローブトロッターズ（Harlem Globetrotters）は、アメリカ合衆国アリゾナ州フェニックスに本拠を置くバスケットボールのエキシビションチーム。スポーツ性とコメディの両方を併せ持っているチームである。
グローブトロッターズは1927年、シカゴでエイブ・セイパースタインによって創設された。チーム名に「ハーレム」という名が冠せられたのは、それがアフリカン・アメリカンのコミュニティを暗示するものとされたからであった。チームは創設以来118ヶ国で20,000試合以上のエキシビション・ゲームを戦ってきた。ワシントン・ジェネラルズ（1953年-1995年）、ニューヨーク・ナショナルズ（1995年-）などとの対戦が多かった。
チームソングはブラザー・ボーンズのスウィート・ジョージア・ブラウン（ホイッスル・バージョン）である。

## 歴史

### 初期
グローブトロッターズの起源についての明確なコンセンサスはない。公式のチーム史には、チームは1926年にサボイ・ボールルーム（1927年オープン）で結成されたとしているなど、明らかな誤りが含まれている。チームの起源について明らかにされているのは、シカゴのサウス･サイドで1920年代に結成されたということである。チーム創設当時のメンバーはみなサウス・サイドの出身で、全員かその多くがウェンデル・フィリップス高校に通っていた。1927年にサボイ・ボールルームがオープンすると、ダンスの前にサボイ・ビッグ・ファイブというバスケットボールのエキシビションが行われ、初期におけるアトラクションのひとつとなっていた。1928年、チームを離れた選手を連れ戻すか否かで争いとなり、それがもととなって数人の選手がチームを離れた。同年秋、トミー・ブルックリンに率いられた数人の選手が「グローブトロッターズ」と呼ばれるチームを結成し、冬にはイリノイ州南部各地を転々としながら試合を行った。どのような経緯からかは明らかではないが、エイブ・セイパースタインという白人がこの頃からチームに関与するようになった。1929年、このセイパースタインのチームは「ニューヨーク・ハーレム・グローブトロッターズ」と名乗り、イリノイ州とアイオワ州を回って試合を行った。セイパースタインがハーレムをこのチームのホームとして選んだ理由としては、当時ハーレムがアフリカン・アメリカンの文化の中心地であったこと、さらに町の外ではその名がチームに神秘的な雰囲気を与えるものであったことが挙げられる。グローブトロッターズがハーレムで初めて「ホーム」の試合を行ったのは、チーム創設から40年後、1968年のことであった。
グローブトロッターズの最初のスタープレイヤーはアルバート・「ラント」・プリンズであった。プリンズはドリブル・シュートのいずれにおいても秀でていた。その後すぐに193cmの身長を持ち、人目を引く才能を持つセンター、インマン・ジャクソンがチームに加入した。この2人の存在が、後々にも長くグローブトロッターズの特徴となる、ドリブラーとショーマンを兼ね備えるチーム性の根源となった。
当初はグローブトロッターズは勝利を追求したチームで、ある種の娯楽志向はあったものの、安全圏と言えるリードをつけるまでは観客に対しておどけることはしなかった。1937年、グローブトロッターズは世界プロバスケットボールトーナメントに招待された。チームは準決勝まで進んだが、グローブトロッターズ同様全員アフリカン・アメリカンのチームであるニューヨーク・ルネサンスに破れた。勝ったルネサンスはその年のトーナメントで優勝した。1940年、再びトーナメントに出場したグローブトロッターズは準々決勝でルネサンスと対戦し、勝利して3年前のリベンジを果たした。チームはそのまま決勝に進んでシカゴ・ブルーインズと対戦、延長の末37-36で勝利し、優勝した。
グローブトロッターズは初期のプロチームとも戦って勝利を収めた。ミネアポリス・レイカーズ（現ロサンゼルス・レイカーズ）には1948年・1949年と2年連続で勝利した。1948年2月の61-59での勝利は、アフリカン・アメリカンばかりのグローブトロッターズが白人ばかりのレイカーズに勝つことで、互角に戦い得ることを証明した、プロバスケットボール史上に残る試合であった。やがてNBAにおける人種隔離撤廃の機運が高まり、1950年にNBA史上初の黒人プレーヤーとしてチャック・クーパーがボストン・セルティックスに入団した。しかしその頃から、グローブトロッターズは人材獲得に悩むようになった。
最後のグローブトロッターズ創設メンバーはトニー・ペイトンである。ペイトンは1996年にマサチューセッツ州スプリングフィールドにあるバスケットボール殿堂入りを果たした。ペイトンは2007年7月23日にテキサス州ミッドランドで85年の生涯を閉じた。

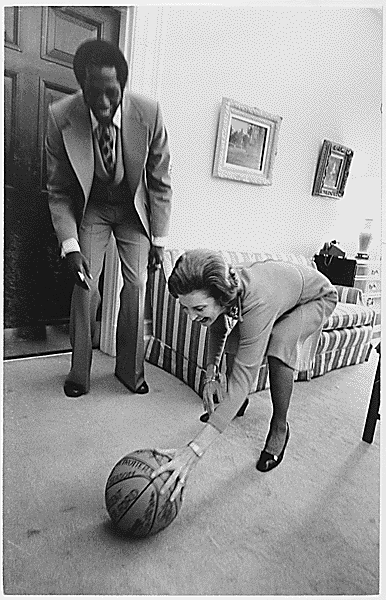
グローブトロッターズのメンバー、メドウラーク・レモンが当時のファーストレディ、ベティ・フォードにサイン入りボールを渡しているところ。1974年。

### 成功への道を探して
グローブトロッターズは次第にコメディ的な要素を取り入れるようになっていき、スポーツよりもエンタテイメントとしてその名を広めていった。グローブトロッターズのパフォーマンスにはバスケットボールでジャグリングをしたり、指先でボールを支えて回したり、通常の試合では行われない、難度の高いショットを繰り出したりといった、ボールを器用に用いてのものがよく含まれていた。
グローブトロッターズに在籍していた選手には、ウィルト・チェンバレン、コニー・ホーキンス、ネイサニエル・クリフトンらNBAの大物選手をはじめ、マーキス・ヘインズ、メドウラーク・レモン、ジェローム・ジェームス、ジョン・チェイニー（元テンプル大学コーチ）、リース・テイタムなどがいた。1970年代から1980年代にかけては、巧みなドリブルと剃った頭で人気を博したフレッド・ニールが活躍した。また、野球殿堂に名を連ねるボブ・ギブソン、ファーガソン・ジェンキンス、ルー・ブロックもこのバスケットボールチームでプレーをしたことがある。1985年には、グローブトロッターズ初の女性選手となるロサンゼルスオリンピック女子バスケットボール金メダルチームのリネット・ウッダードと契約した。その3週間後にはジョイス・ウォーカーとも契約した。
事実上全ての選手がアフリカン・アメリカンで、そのパフォーマンスの多くに下品なジョークを含んでいたため、公民権運動の時代にはグローブトロッターズは批判の対象となることがあった。選手たちは「白人に卑屈な態度を取る黒人」を意味するUncle Tom（アンクル・トムの小屋より派生）と白人のオーナーであるエイブ・セイパースタインにかけてTomming for Abeと揶揄された。しかし、公民権運動家ジェシー・ジャクソンはグローブトロッターズを擁護し、次のように述べた。
I think they've been a positive influence... They did not show blacks as stupid. On the contrary, they were shown as superior.
（私は、彼らは良い影響を与えていると考える。彼らは黒人が馬鹿であるということを示しているわけではない。むしろ、優れているということを示している。）

### 近年

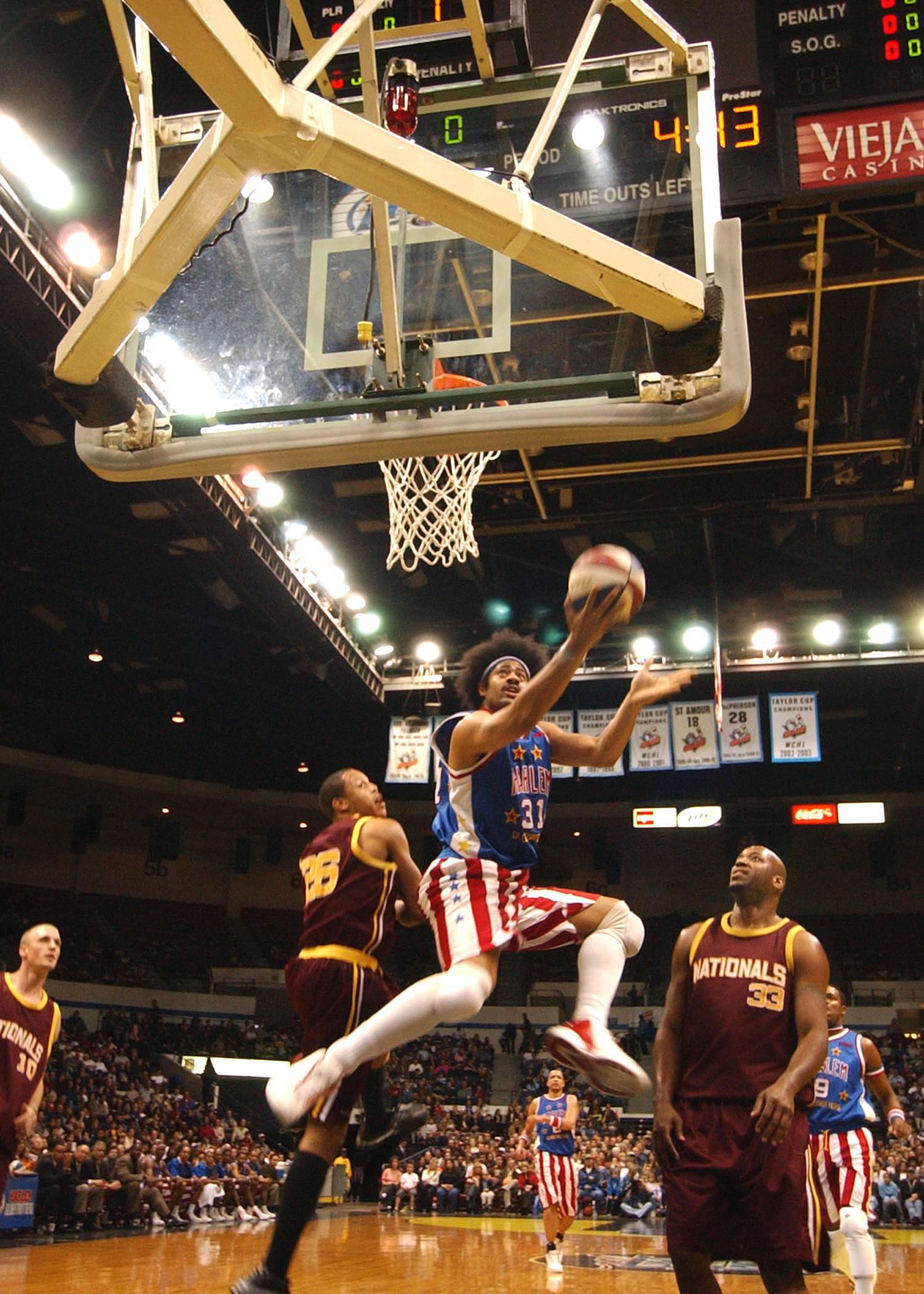
グローブトロッターズのユージーン・エドガーソンがレイアップシュートの体勢を取っているところ

1970年代から1980年代にかけて、チームはメトロメディアの管理下に置かれていた。ワシントン・ジェネラルズやニューヨーク・ナショナルズとの試合のほか、ハンナ・バーベラ・プロダクション制作の漫画をはじめ、様々なテレビシリーズや特別番組に姿を見せるようになった。衰退が続いた後、1993年にグローブトロッターズの経営権はかつてのチームメイトであるマニー・ジャクソンに買い取られた。その後チームは盛り返し、2002年にはチーム全体がバスケットボール殿堂入りした。
「真のバスケットボール」をプレーしていないという批判を相殺するため、近年ではカレッジバスケットボールのチームと対戦したり、マジック・ジョンソン率いるオールスターチームなどの任意選抜チームと対戦したりもしている。1950年代にグローブトロッターズが行っていたようなこういった試合が復活したことにより、NBAの伝統も刷新された。
2000年11月には、チームはバチカンを訪れ、ローマ教皇ヨハネ・パウロ2世に面会し、教皇をハーレム・グローブトロッターズの名誉メンバーに指名した。またその後、チームはイラクに駐留する軍を訪れ、地元のコートで試合を行った。さらに、ジェームス・ナイトも肖像画のハーレム・グローブトロッターズのメンバーとされている。2005年には、チームメンバーやNBAのコーチ、ビル・コスビー、サミュエル・L・ジャクソン、フィル・ジャクソン、ヘンリー・キッシンジャーらファンとのインタビュー、さらにはローマ教皇との面会の写真も披露されたドキュメンタリー映画、Harlem Globetrotters: The Team that Changed the Worldが公開された。
現在も「ハーレム」をチーム名に冠しているが、本拠はアリゾナ州フェニックスに移っている。しかし実際には、しばしばチームは本拠地フェニックスを離れ、「グローブトロッター」という名が示す通り、世界をかけ回っている。

## 連勝とわずかな敗戦
グローブトロッターズの勝率は極めて高い。1962年にワシントン・ジェネラルズに負けて以来、その後38年間、12,596試合のうちグローブトロッターズが敗戦を喫したのはわずか2試合であった。彼らの対戦相手はだいたいボストン・シャムロックス、ニュージャージー・レッズ、ボルチモア・ロケッツ、アトランティックシティ・シーガルズといった、レッド・クロッツの経営する「引き立て役」のチームであった。1971年1月5日、テネシー州北西部の小都市マーティンで行われた試合でグローブトロッターズはニュージャージー・レッズに99-100で負け、連勝が2,495でストップした。
1990年代に入ると、グローブトロッターズのスケジュールには年間数百試合組まれているチーム伝統のエキシビションのほか、真剣勝負の試合も含まれるようになった。1995年9月12日には、オーストリアの首都ウィーンで行われた、 カリーム・アブドゥル＝ジャバー率いるオールスターチームに85-91で負けた。この試合の前までに積み重ねた連勝は8,829にのぼる。この試合中、48歳になっていたアブドゥル＝ジャバーは34得点をたたき出した。この試合を含むヨーロッパツアーの間、グローブトロッターズは10勝を挙げた。
この試合のあと、今度はグローブトロッターズは2000年まで1,270連勝を数えた。連勝を止めたのはマジック・ジョンソンを生んだカレッジバスケットボールの名門、ミシガン州立大学スパルタンズであった。11月13日、スパルタンズはグローブトロッターズを72-68で破った。2006年2月27日、グローブトロッターズは通算22,000勝をマークした。最も直近の敗戦は2006年3月31日に行われたNABCカレッジオールスターチームとの対戦で、83-87で負けている。創設時からの敗戦数は345試合で、その勝率は98.5%である。
グローブトロッターズ側は、全てのエキシビション試合は真剣勝負であると主張している。

## 永久欠番
以下の5つの背番号はグローブトロッターズの永久欠番となっている。
- 13: ウィルト・チェンバレン - 2000年3月9日
- 20: マークス・ヘインズ - 2001年1月5日
- 22: カーリー・ニール - 2008年2月15日
- 36: メドウラーク・レモン - 2001年1月5日
- 50: リース・テイタム - 2002年2月8日

## テレビアニメ
「ハーレム・グローブトロッターズ」は、アメリカ合衆国のCBSで1970年9月12日から1971年10月16日まで放送されたテレビアニメ。日本でも1973年頃にテレビ放送されたことがある模様。
- ジョージ・レモン役 - スキャットマン・クローザーズ
- フレディ・ニール役 - ステュー・ギリアム
- ヒューバート・オーズビー役 - ジョニー・ウィリアムズ
- JC・ギブソン役 - リチャード・エルキンス
- ボビー・メイソン役 - エディ・アンダーソン
- バブロ・ロバートソン役 - ロバート・ドックィー
- グラニー役 - ナンシー・ワイブル